# 71-407
71-407 − częściowo niskopodłogowe tramwaje produkowane przez rosyjskie zakłady Uraltransmasz w Jekaterynburgu.

## Konstrukcja
71-407 jest tramwajem z 39% udziałem niskiej podłogi o długości 15,9 m i 2,5 m szerokości. Wagon wyposażono w dwa wózki z czego oba są napędne i posiadają po dwa silniki o mocy 54 kW każdy. Niska podłoga mieści się pomiędzy wózkami. Tramwaj jest jednokierunkowy, jednostronny i waży 20,5 t. Do wagonu prowadzą trzy pary dwuskrzydłowych, w tym jedna para w strefie niskiej podłogi. Wewnątrz tramwaju jest 28 miejsc siedzących, łącznie w tramwaju może podróżować 190 osób. Maksymalna prędkość tramwaju to 75 km/h.

## Dostawy
Pierwszy wagon wyprodukowano w 2009. Początkowo w styczniu 2010 trafił na testy do Niżnego Tagiłu. Skąd we wrześniu tego samego roku trafił do Permu, a w styczniu 2011 trafił do Niżnego Nowogrodu. W Niżnym Tagile i Permie był oznaczony numerem 1001, a w Niżnym Nowogrodzie oznaczony jest numerem 2001. Od 2013 wyprodukowano łącznie 66 wagonów (stan na styczeń 2016).
| Państwo        | Miasto         | Lata dostaw    | Liczba | Numery taborowe                 |  |
| -------------- | -------------- | -------------- | ------ | ------------------------------- |  |
| Rosja          | Jekaterynburg  | 2015           | 1      | 980                             |  |
| Rosja          | Krasnodar      | 2013           | 5      | 160-164                         |  |
| Rosja          | Niżny Nowogród | 2009−2014      | 31     | 1009-1028, 2001, 2006-2015      |  |
| Rosja          | Niżny Tagił    | 2014           | 10     | 311-320                         |  |
| Rosja          | Petersburg     | 2014           | 1      | 7500                            |  |
| Rosja          | Taganrog       | 2013           | 3      | 387-389                         |  |
| Rosja          | Tuła           | 2013           | 14     | 2-4, 7-9, 11, 12, 19-22, 36, 38 |  |
| Rosja          | Wołgograd      | 2014           | 1      | 2854                            |  |
| Łączna liczba: | Łączna liczba: | Łączna liczba: | 66     |                                 |  |